# Liste der Gebietsänderungen in Schleswig-Holstein seit dem 1. Januar 2000
Die Liste der Gebietsänderungen in Schleswig-Holstein seit dem 1. Januar 2000 enthält wichtige Änderungen der Gemeindegebiete des Landes Schleswig-Holstein in der Zeit ab dem 1. Januar 2000. Dazu zählen unter anderem Zusammenschlüsse und Trennungen von Gemeinden, Eingliederungen von Gemeinden in eine andere, Änderungen des Gemeindenamens und größere Umgliederungen von Teilen einer Gemeinde in eine andere.

## Legende
- Datum: juristisches Wirkungsdatum der Gebietsänderung
- Gemeinde vor der Änderung: Gemeinde vor der Gebietsänderung
- Maßnahme: Art der Änderung
- Gemeinde nach der Änderung: Gemeinde nach der Gebietsänderung
- Kreis: Kreis der Gemeinde nach der Gebietsänderung

Die Sortierung erfolgt chronologisch.

## Liste
| Datum      | Gemeinde vor der Änderung                                                   | Maßnahme        | Gemeinde nach der Änderung | Kreis                 |
| ---------- | --------------------------------------------------------------------------- | --------------- | -------------------------- | --------------------- |
| 01.01.2002 | Augustenkoog                                                                | Eingliederung   | Osterhever                 | Nordfriesland         |
| 01.01.2003 | Bannesdorf auf Fehmarn Burg auf Fehmarn Landkirchen auf Fehmarn Westfehmarn | Zusammenschluss | Fehmarn                    | Ostholstein           |
| 01.01.2003 | Neuendorf bei Wilster Sachsenbande                                          | Zusammenschluss | Bredensee                  | Steinburg             |
| 15.04.2003 | Bredensee                                                                   | Umbenennung     | Neuendorf-Sachsenbande     | Steinburg             |
| 01.01.2007 | Schobüll                                                                    | Eingliederung   | Husum                      | Nordfriesland         |
| 01.03.2008 | Klausdorf Raisdorf                                                          | Zusammenschluss | Schwentinental             | Plön                  |
| 01.03.2008 | Ahlefeld Bistensee                                                          | Zusammenschluss | Ahlefeld-Bistensee         | Rendsburg-Eckernförde |
| 01.03.2008 | Handewitt Jarplund-Weding                                                   | Zusammenschluss | Handewitt                  | Schleswig-Flensburg   |
| 01.03.2008 | Oeversee Sankelmark                                                         | Zusammenschluss | Oeversee                   | Schleswig-Flensburg   |
| 01.03.2008 | Moordorf                                                                    | Eingliederung   | Westermoor                 | Steinburg             |
| 01.01.2009 | Hägen Süderheistedt                                                         | Zusammenschluss | Süderheistedt              | Dithmarschen          |
| 01.01.2009 | Rantum Sylt-Ost Westerland                                                  | Zusammenschluss | Sylt                       | Nordfriesland         |
| 01.01.2013 | Siezbüttel                                                                  | Eingliederung   | Schenefeld                 | Steinburg             |
| 01.03.2013 | Havetoftloit Rüde Satrup                                                    | Zusammenschluss | Mittelangeln               | Schleswig-Flensburg   |
| 01.03.2013 | Quern Steinbergkirche                                                       | Zusammenschluss | Steinbergkirche            | Schleswig-Flensburg   |
| 01.03.2013 | Boren Ekenis Kiesby                                                         | Zusammenschluss | Boren                      | Schleswig-Flensburg   |
| 01.03.2018 | Brodersby Goltoft                                                           | Zusammenschluss | Brodersby-Goltoft          | Schleswig-Flensburg   |
| 01.03.2018 | Norderstapel Süderstapel                                                    | Zusammenschluss | Stapel                     | Schleswig-Flensburg   |
| 01.03.2018 | Brebel Dollrottfeld Süderbrarup                                             | Zusammenschluss | Süderbrarup                | Schleswig-Flensburg   |
| 01.03.2023 | Maasbüll Tastrup                                                            | Eingliederung   | Hürup                      | Schleswig-Flensburg   |